# Italiques
Pour les articles homonymes, voir Italique.

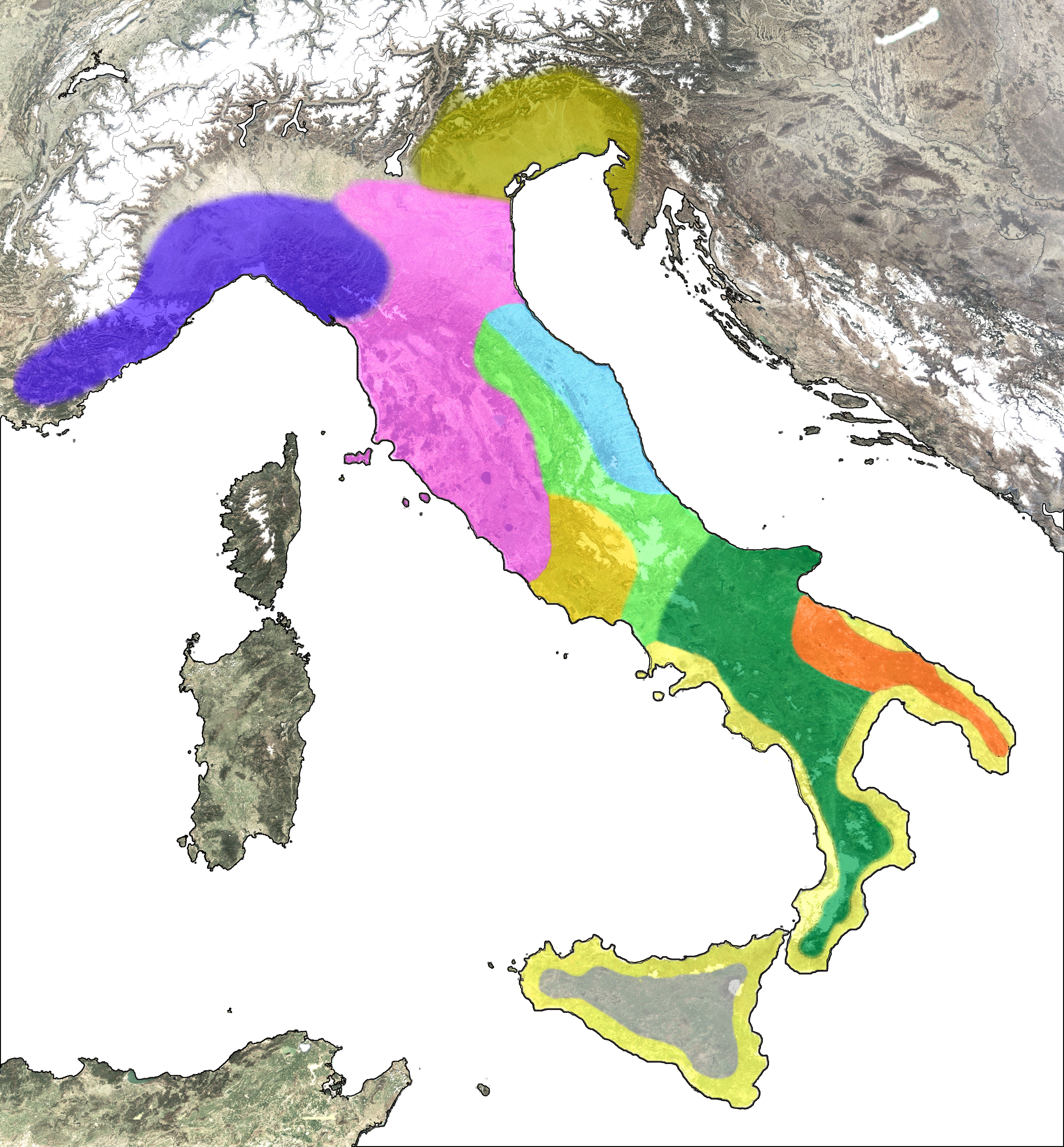
Groupes ethniques de la péninsule italienne dans l'Antiquité
Ligures
Vénètes
Étrusques
Picénum
Ombriens
Latins
Osques
Messapiens
Grecs

Langues de l'Italie au

Les différents peuples du Latium au

Le terme Italiques désigne les peuples de langue italique établis pour la plupart dans la péninsule italienne et connus à partir du Ier millénaire av. J.-C. grâce aux auteurs grecs puis romains et à quelques inscriptions autochtones plus ou moins éparses. Ces peuples ont été conquis et assimilés par Rome à partir du IIIe siècle av. J.-C., après avoir contribué à l'histoire de l'Italie préromaine. Certains peuples de la péninsule parlaient des langues d'autres familles indo-européennes, notamment les Grecs, et d'autres des langues non indo-européennes, notamment les Étrusques. La classification de certaines langues reste discutée, notamment celle des Ligures.

## Origine
L'origine indo-européenne commune des Italiques, des Celtes, des Illyriens et des Germains explique les similitudes linguistiques entre le latin et le proto-germanique. Les linguistes relèvent un certain nombre de particularités communes,. Plusieurs auteurs ont suggéré que la culture campaniforme d'Europe centrale et occidentale était une candidate pour une branche européenne ancestrale des langues indo-européennes, appelée « indo-européenne du nord-ouest », ancêtre des branches celtique, italique, germanique et balto-slave.

## Sous-familles
La répartition géographique des langues anciennes de la péninsule italienne pourrait s'expliquer par l'arrivée par vagues successives de peuples de langues différentes. Sur ce modèle, il semble probable que le groupe Ouest-Italique (y compris les Latins) ait fait partie de la première vague, suivi par le groupe Est-Italique (langues sabelliques). Outre le latin, les membres supposés appartenir au groupe italique occidental sont le falisque (considéré comme un dialecte latin) et peut-être le sicule, parlé dans le centre de la Sicile. Les langues italiques occidentales auraient ainsi été parlées dans des zones limitées et isolées, tandis que le groupe Est-Italique comprenait les langues osques et ombriennes parlées dans une grande partie du centre et du sud de l'Italie. La chronologie de l'arrivée des Indo-Européens et de leurs mouvements dans la péninsule italique reste mal cernée.

## Liste des peuples préromains
| Peuple     | Région                         | Langue                    | Origine ethnique                                         |
| ---------- | ------------------------------ | ------------------------- | -------------------------------------------------------- |
| Aurunces   | Sud du Latium                  | ombrien                   | italique                                                 |
| Ausones    | Sud de l'Italie                | Langues sabelliques       | probablement apparentés aux Aurunces                     |
| Bruttiens  | Bruttium                       | Osque, grec               | probablement apparentés aux Lucaniens                    |
| Camunni    | Val Camonica                   | camunien                  | probablement non indo-européenne                         |
| Campaniens | Campanie                       | Osque                     | italique                                                 |
| Capénates  | Étrurie méridionale            |                           | liés aux Falisques et Latins                             |
| Élymes     | Sicile                         |                           | Italiotes ? Anatoliens ? Grecs ?                         |
| Èques      | Latium                         | Èque                      | probablement indo-européenne                             |
| Étrusques  | Étrurie                        | Étrusque                  | non indo-européenne langues tyrséniennes                 |
| Euganéens  | Adige                          |                           | peut-être apparentés aux Ligures                         |
| Falisques  |                                | Falisque                  |                                                          |
| Frentans   | Molise                         |                           |                                                          |
| Herniques  | Latium                         | Ombrien                   | italique                                                 |
| Histres    | Istrie                         |                           |                                                          |
| Insubres   | Insubrie                       |                           | Celtes                                                   |
| Iapyges    | Pouilles                       |                           | Illyriens                                                |
| Latins     | Latium                         | Latin                     | italique peut-être liée aux Dauniens                     |
| Lépontiens | Rhétie                         | Lépontique                | Celtes, voire Germains                                   |
| Ligures    | Ligurie et Corse               | Ligure                    | controversée                                             |
| Lucaniens  | Lucanie                        | Osque                     | italique                                                 |
| Marrucins  | Abruzzes                       | Marrucin                  |                                                          |
| Marses     | Abruzzes                       | Marse                     | possiblement apparentés aux Sabins                       |
| Messapiens | Messapie                       | Messapien                 | Grecs ou Illyriens                                       |
| Œnôtres    | Bruttium et Sicile             |                           | indo-européenne                                          |
| Ombriens   | Ombrie                         | Ombrien                   | italique                                                 |
| Osques     | Italie méridionale et centrale | Osque                     | italique                                                 |
| Paeligni   |                                | Pélignien                 |                                                          |
| Picentes   | Picénum                        | Sud-picène et nord-picène | (une langue sabellique) (probablement non indo-européen) |
| Sabins     | Sabine                         | Sabin                     | Celtique voire germanique                                |
| Samnites   | Samnium                        | Osque                     | liés aux Sabins                                          |
| Sicanes    | Sicile                         |                           |                                                          |
| Sicéliotes | Sicile                         | grec                      | Grecs                                                    |
| Sicules    | Sicile                         | Sicule                    | indo-européenne                                          |
| Sidicins   | Nord-Campanie                  | Osque                     | italique                                                 |
| Taurins    |                                |                           | Celtes, Ligures                                          |
| Vénètes    | Vénétie                        | Vénète                    | italique                                                 |
| Vestins    |                                | Vestinien                 | Sabins                                                   |
| Volsques   |                                | ombrien                   |                                                          |